# Sítio Arqueológico Dugi
O Sítio Arqueológico Dugi é um sítio pré-histórico de pedra latte no lado norte da Ilha Rota, nas Ilhas Marianas do Norte. O local sobreviveu ao intenso desenvolvimento da cana-de-açúcar introduzido pelos japoneses durante o mandato dos mares do sul nas décadas de 1920 e 1930. Consiste em dezesseis estruturas de pedra latte deterioradas em três terraços altos. Algumas das pedras caíram e outras não possuem características normalmente encontradas nesses locais.
O local foi listado no Registro Nacional de Locais Históricos em 1985.